# República Centroafricana en los Juegos Olímpicos de Atlanta 1996
La República Centroafricana participó en los Juegos Olímpicos de Atlanta 1996 en los Estados Unidos. El Comité Olímpico de la República Centroafricana envió a un total de cinco atletas (tres hombres y dos mujeres) a los Juegos en Atlanta, para competir en una disciplina deportiva.

## Atletas
La siguiente tabla muestra el número de atletas en cada disciplina:
| Deporte   | Hombres | Mujeres | Total |
| --------- | ------- | ------- | ----- |
| Atletismo | 3       | 2       | 5     |
| Total     | 3       | 2       | 5     |

## Atletismo

### Hombres
- Martial Biguet - 400 metros - no avanzó[2]
- Ernest Ndissipou - maratón - puesto: 97[2]
- Mickaël Conjungo - lanzamiento de disco - puesto: 34[2]

### Mujeres
- Denise Ouabangui - 400 metros - no avanzó[2]
- Virginie Gloum - maratón - participó fuera del concurso[2]